# 戈頓 (澳大利亞國會選區)
戈頓選區（英語：Division of Gorton）是澳大利亞維多利亞州的下議院選區，位於該州首府墨爾本西郊。面積156平方公里。
選區始於2004年，名字是紀念第十八任總理約翰·葛瑞·戈頓。是工黨的安全選區。自選區始創起當區議員是工黨的布蘭登·奧康納。